# Mase
Мейсон Дарелл Бета (англ. Mason Durell Betha, нар. 27 серпня 1975, Джексонвілл, Флорида, США), відоміший під своїм мононімом Mase (раніше Murda Mase і стилізований як Ma$e), — американський репер. Наприкінці 1990-х він записувався на лейблі Bad Boy Records разом із його засновником Шоном «Puff Daddy» Комбсом, і досяг значного успіху. Мейс мав загалом п'ять платинових синглів, п'ять синглів №1 та шість Топ-10 синглів Billboard Hot 100, включаючи «Can't Nobody Hold Me Down», «Mo Money Mo Problems», «Been Around the World», «Fel So Good», «What You Want» і «Lookin' at Me». І «Can't Nobody Hold Me Down», і «Mo Money Mo Problems» посіли перше місце в Billboard Hot 100.

## Раннє життя
Мейсон Дарелл Бета народився 27 серпня 1975 року в Джексонвіллі, штат Флорида. 1980 року його мати переїхала з дітьми в Гарлем (Нью-Йорк), де Мейс провів більшу частину свого дитинства. У віці 15 років Мейсон почав багатообіцяючу баскетбольну кар'єру, ставши провідним розігруючим захисником своєї команди, де він грав разом із Кемероном Джайлзом, який згодом став відомим як Cam'ron. Він сподівався приєднатися до Національної баскетбольної асоціації (НБА), але не зміг потрапити до коледжу Дивізіону I через низькі академічні результати. Він навчався в Університеті штату Нью-Йорк у Purchase, де зрозумів, що навряд чи вийде в НБА, і натомість почав більше зосереджуватися на написанні музики і регулярних виступах у місцевих нічних клубах. Зрештою Мейс кинув коледж і повністю зосередилася на своїй музичній кар'єрі.

## Кар'єра
Мейс і його друг дитинства Cam'ron почали читати реп як хобі під іменами Murda Mase і Killa Cam, ненадовго сформувавши групу, відому як Children of the Corn з реперами Big L, Herb McGruff, Six Figga Digga та Bloodshed.
Після зустрічі з Puff Daddy в Атланті, Мейз підписав контракт на 250 000 доларів з його лейблом Bad Boy Records. Протягом тижня після підписання контракту з лейблом він скоротив своє сценічне ім’я з Murda Mase на просто Mase. Згодом він з'явився на численних хітах виконавців Bad Boy Records.
Дебютний альбом Мейса 1997 року Harlem World отримав чотирикратний платиновий статус RIAA. Альбом породив хіти-сингли, такі як «Feel So Good» і «Lookin' at Me», які обидва досягли №1 у реп-чартах Billboard, а також «What You Want», який посів 3-е місце в чартах.
Другий альбом Мейза, Double Up, вийшов 1999 року на Bad Boy і розійшовся тиражем у 107 000 копій за перший тиждень, дебютувавши на 11-му місці в чартах. У Double Up тексти Mase стали більш агресивними. Альбом був сертифікований золотим.
20 квітня 1999 року під час інтерв'ю Funkmaster Flex на нью-йоркській радіостанції Hot 97 Мейс оголосив про свій відхід з музики, щоб виконати «покликання від Бога». Він стверджував, що «веде людей, друзів, дітей та інших стежкою до пекла», заявивши, що пішов, щоб знайти Бога у своєму серці та піти за ним.
Після п’ятирічної перерви в музиці, під час якої він став священиком, Масе повернувся до музики з своїм новии альбомом Welcome Back влітку 2004 року. Welcome Back супроводжувався однойменним синглом і вийшов 24 серпня 2004 року через Bad Boy Records і розповсюджений Universal Music Group. Він дебютував під номером 4 в чартах, продавши 188 000 примірників за перший тиждень випуску, і зрештою став золотим, продавши 559 000 примірників у Сполучених Штатах. Альбом відобразив новий християнський спосіб життя та «чистіший» образ Мейса. Після цього він вирішив знову піти з музики, хоча інколи з'являвся в піснях інших виконавців і випускав мікстейпи. 
24 листопада 2017 року Мейс випустив пісню «The Oracle», дисс-трек на свого друга Cam'ron, у відповідь на випади Cam'ron'а на нього на його мікстейпі The Program. 2022 року Мейс став артистом новоспеченого Death Row Records .

## Спадщина і вплив
Мелодійний стиль Мейза мав тривалий вплив на хіп-хоп. Багато реперів, як-от Pusha T, Fabolous і Каньє Вест, надихалися лінивим, але мелодійним стилем Mase. Jay-Z та Дрейк запозичили рядки Мейза у своїх піснях. Каньє Вест назвав Мейза своїм улюбленим репером.

## Дискографія
Студійні альбоми
- Harlem World (1997)
- Double Up (1999)
- Welcome Back (2004)

## Фільмографія
| Рік  | Назва        | Роль        | Примітки                   |
| ---- | ------------ | ----------- | -------------------------- |
| 1997 | All That     | Себн        | Серіал Сезон 4: епізод 1   |
| 1997 | Soul Train   | Себе        | Серіал Сезон 27: епізод 11 |
| 2005 | All Of Us    | Френкі Бета | Серіал Сезон 2: епізод 12  |
| 2017 | Sandy Wexler | Себе        | Фільм Netflix              |